# Ceratomyxa yokoyamai
Ceratomyxa yokoyamai là một loài động vật thân nhớt ký sinh ở túi mật của các loài thuộc họ Cá mú, hiện diện tại rạn san hô Great Barrier. Loài này được ghi nhận lần đầu trên loài Epinephelus maculatus.